# Marta Estrada i Miyares
Marta Estrada i Miyares (Granollers, Vallès Oriental, 27 de juny de 1946) és una investigadora catalana, oceanògrafa i biòloga marina. Els seus estudis es basen en la caracterització fisiològica i en l'impacte ecològic de les algues i del fitoplàncton.

## Trajectòria professional
Filla de pares aficionats a l'arqueologia, Marta Estrada va néixer a Granollers. Va iniciar els seus estudis a l'Escola Municipal del mateix municipi i va prosseguir-los a l'Institut Verdaguer de Barcelona. Es va llicenciar amb matrícula d'honor en Ciències Biològiques l'any 1968 i en Medicina i Cirurgia el 1970 a la Universitat de Barcelona. A la fi dels seus estudis universitaris va ser guardonada amb el Premi Extraordinari de Llicenciatura, el Premi Nacional Fi de Carrera i el Llaç de l'Orde Civil d'Alfons X el Savi, tots tres rebuts el 1969. Un any abans, el 1968, havia rebut una beca del Pla de Formació del Personal Investigador per fer una tesi sota la direcció de Ramon Margalef i López a l'Institut d'Investigacions Pesqueres (actualment, Institut de Ciències del Mar, ICM), que va presentar el 1976 amb el nom Estudis sobre les poblacions d'organismes aquàtics en medi no uniforme i per la qual se li va atorgar el títol de doctora en Biologia amb el Premi Extraordinari de Doctorat de la Universitat de Barcelona.
En paral·lel, a finals de la dècada de 1960, Estrada va participar com a membre de l'equip científic en diverses campanyes del vaixell oceanogràfic Cornide de Saavedra, que va donar suport a les investigacions oceanogràfiques espanyoles. Hi va participar fent-hi diverses funcions, com el control de l'ordinador de bord, la determinació de la clorofil·la i la producció primària i la presa de dades en continu de temperatura, salinitat i nutrients. El 1971, va guanyar la plaça de col·laboradora científica amb destí a Institut d'Investigacions Pesqueres, tot i que no en va fer ús fins al 1972, quan va tornar d'una estada de sis mesos a EUA becada per l'Institute of International Education, que li va servir per també ampliar els estudis que va començar durant la seva tesi. Allà va treballar, entre d'altres, a l'Institució Oceanogràfica de Woods Hole i a bord del vaixell oceanogràfic costa-riqueny Thompson.
A mitjans de la dècada de 1970, es va començar a especialitzar en l'ecologia del fitoplàncton i en les poblacions d'algues nocives, de les quals va investigar els mecanismes de control de les seves proliferacions. Va participar en dos programes oceànics estatunidencs destacats —el Coastal Upwelling Ecosystems Analysis (CUEA) i l'Organization of Persistent Upwelling Structures (OPUS)— i va participar en expedicions al Perú, Costa Rica novament, al nord-oest d'Àfrica i a Califòrnia, resultat d'una col·laboració d'intercanvi de científics entre l'IIP i la Universitat de Washington. Durant aquesta etapa va dur a terme estudis exhaustius de la productivitat del fitoplàncton i de la seva biomassa, consum de nitrat, i composició natural.
Després va continuar centrant la seva investigació en el fitoplàncton i en la seva interacció amb l'ecosistema global marí. Va formar part d'exploracions oceanogràfiques al mar Mediterrani i als oceans Atlàntic, Àrtic i Antàrtic. Pel que fa a aquest últim, destaca l'expedició que va compartir amb la també oceanògrafa catalana Josefina Castellví i Piulachs el 1984 a bord del vaixell argentí Almirante Irizar (dirigida per Antoni Ballester i Nolla). Amb aquest expedició, Estrada i Castellví van ser les primeres espanyoles a trepitjar l'Antàrtida. Ja entrada la dècada de 1980, va ser cap del Departament de Biologia marina i Oceanografia de l'ICM de Barcelona del CSIC, i entre 1995 i 1997 va ser directora de l'Institut.
Ha publicat un gran nombre de treballs en revistes internacionals especialitzades, així com llibres i capítols de volums sobre oceanografia. També ha participat en conferències i congressos, ha dirigit diversos doctorands, ha supervisat nombrosos investigadors postdoctorals, ha impartit classes a les Universitats de Barcelona, Les Palmas de Gran Canaria i la Internacional Menéndez Pelayo i, des de 1989, ha format part del Comitè Editorial de la revista Scientia Marina.

## Distincions i afiliacions institucionals
A més a més de les distincions acadèmiques per les seves titulacions com a llicenciada i doctora, Estrada va ser guardonada el 1992 amb el Premi Trégouboff de l'Acadèmia de les Ciències de París. El 1995, la Generalitat de Catalunya li va atorgar la Medalla Narcís Monturiol al mèrit científic i tecnològic, i el 2004 li va concedir la Creu de Sant Jordi. El 2024, Estrada va ser premiada amb el Memorial Lluís Companys, que concedeix la Fundació Josep Irla.
Sòcia de la Societat Catalana de Biologia des de l'any 1996 i havent-ne ostentat la vicepresidència, el novembre de 2016 va ser distingida amb el títol de sòcia honorífica de l'entitat. El desembre de 1999 va ser nomenada Acadèmica electa de la Reial Acadèmia de Ciències i Arts de Barcelona. En l'acte d'ingrés hi va pronunciar la conferència Hidrodinàmica i fitoplàncton en el mar català L'any 2011 va ser elegida membre numerària de la Secció de Ciències Biològiques de l'Institut d'Estudis Catalans, amb la pronunciació del discurs de recepció Ecologia de les marees roges. L'any 2017, l'Ajuntament de Barcelona li va atorgar la Medalla d'Honor, juntament amb l'advocada i política Magda Oranich i el cantant José María Sanz Beltrán, Loquillo.
L'any 2016 l'Institut d'Ensenyament de Secundària de Granollers, creat el curs anterior, va adoptar com a nom definitiu el d'IES Marta Estrada en reconeixement de la seva tasca i mèrits científics i tecnològics.
Altres associacions o entitats de les quals ha estat membre o afiliada són: [ICES] Advisory Committee on Marine Pollution (1989-1992), AD- ENA-WWF World Wildlife Foundation (1990-1992), Physiological Ecology of Harmful Algal Blooms (1992-1998), Scientific and Steering Committee (1998-2000) del programa internacional Global Ecology and Oceanography of Harmful Algal Blooms (GEOHAB) de la UNESCO (SCOR/IOC-UNESCO), Working Group 97 del Special Committee on Oceanic Research (SCOR) del International Council for Science (ICSU), diversos equips d'experts sobre canvi climàtic a Catalunya, jurat del premi Premi Ramon Margalef d'Ecologia i Centre Excursionista de Catalunya.

## Publicacions
- Estrada Miyares, Marta. Ecologia de les marees roges : discurs de recepció de Marta Estrada i Miyares com a membre numerària de la Secció de Ciències Biològiques. 1ª ed.  Barcelona: Institut d'Estudis Catalans, Secció de Ciències Biològiques, 2011. ISBN 978-84-9965-067-8.
- Llebot, Clara; Spitz, Yvette H.; Solé, Jordi; Estrada, Marta «The role of inorganic nutrients and dissolved organic phosphorus in the phytoplankton dynamics of a Mediterranean bay» (en anglès). Journal of Marine Systems, 83, 3-4, 11-2010, pàg. 192–209. DOI: 10.1016/j.jmarsys.2010.06.009.
- Solé, Jordi; Turiel, Antonio; Estrada, Marta; Llebot, Clara; Blasco, Dolors «Climatic forcing on hydrography of a Mediterranean bay (Alfacs Bay)» (en anglès). Continental Shelf Research, 29, 15, 8-2009, pàg. 1786–1800. DOI: 10.1016/j.csr.2009.04.012.
- Estrada, Marta; Henriksen, Peter; Gasol, Josep M.; Casamayor, Emilio O.; Pedrós-Alió, Carlos «Diversity of planktonic photoautotrophic microorganisms along a salinity gradient as depicted by microscopy, flow cytometry, pigment analysis and DNA-based methods» (en anglès). FEMS Microbiology Ecology, 49, 2, 8-2004, pàg. 281–293. DOI: 10.1016/j.femsec.2004.04.002.
- Estrada, Marta «El Dr. Ramón Margalef y la Oceanografía». Algas: Boletín de la Sociedad Española de Ficología, 32, 2006, pàg. 6-7. ISSN: 1695-8160.
- Estrada, M; Berdalet, E; Vila, M; Marrasé, C «Effects of pulsed nutrient enrichment on enclosed phytoplankton: ecophysiological and successional responses» (en anglès). Aquatic Microbial Ecology, 32, 2003, pàg. 61–71. DOI: 10.3354/ame032061. ISSN: 0948-3055.
- Estrada, Marta «Spatio-temporal variability of the winter phytoplankton distribution across the Catalan and North Balearic fronts (NW Mediterranean)». Journal of Plankton Research, 21, 1, 01-01-1999, pàg. 1–20. DOI: 10.1093/plankt/21.1.1.
- «Effects of turbulence on phytoplankton». Physiological ecology of harmful algal blooms. Springer [Berlín], 1998, pàg. 601-618.
- Figueiras, F. G.; Pitcher, G. C.; Estrada, M. Harmful Algal Bloom Dynamics in Relation to Physical Processes (en anglès).  Berlin, Heidelberg: Springer, 2006, p. 127–138. DOI 10.1007/978-3-540-32210-8_10. ISBN 978-3-540-32210-8.
- Estrada, Marta «El fitoplancton antártico» (pdf). Informes Tjécnicos de Scientia Marina, 3-1992. ISSN: 1130-782X.
- Estrada, Marta «Mareas Rojas». Informes Técnicos del Instituto de Investigaciones Pesqueras, 132, 1986, pàg. 1-16. ISSN: 0304-5161.
- Estrada Miyares, Marta. Estudios sobre poblaciones de organismos acuáticos en medio no uniforme (pdf) (tesi).  Universitat de Barcelona, 08/06/1976.